# Max Otto Lagally
- Este artigo foi inicialmente traduzido, total ou parcialmente, do artigo da Wikipédia em alemão cujo título é «Max Otto Lagally», especificamente desta versão.

Max Otto Lagally (Neuburg an der Donau, 7 de janeiro de 1881 — Dresden, 31 de janeiro de 1945) foi um matemático e físico alemão.

## Obras
Lagally publicou mais de 50 artigos científicos em diversas revistas. Suas principais publicações são Vorlesungen über Vektorrechnung, primeira edição de 1928, e Abhandlung über die physikalischen Eigenschaften von Gletschern, publicado em 1934.
- Über Flächen mit sphärischen Krümmungslinien, vom kugelgeometrischen Standpunkt aus betrachtet, und die entsprechenden Flächen des Linienraumes, 1903
- Geodätische Netze auf Rotationsflächen, 1909
- Über die Verbiegung geodätischer Netze, 1910
- Über unendlich kleine isometrische Verbiegungen einer Fläche mit höherer als erster Näherung, 1914
- Die bayerische Donau, 1915
- Zur Theorie der Wirbelschichten, 1915
- Über die Bewegung einzelner Wirbel in einer strömenden Flüssigkeit, 1915
- Die Abbildung einer bewegten Ebene durch eine photographische Kammer mit Schlitzverschluß, 1918
- Über orthogonale Kurvensysteme in der Ebene, 1919
- Über gewisse Verbiegungen der achsenaffinen Flächen, insbesondere der Flächen 2. Ordnung, 1919
- Über ein Verfahren zur Transformation ebener Wirbelprobleme, 1921 (online)
- Über den Druck einer strömenden Flüssigkeit auf eine geschlossene Fläche, 1921
- Klassen von Rotationsflächen mit längengleichen Haupttangenten-Kurven, 1924
- Die Verwendung des begleitenden Dreibeins für den Aufbau der natürlichen Geometrie, 1927
- Vorlesungen über Vektorrechnung, Akademische Verlagsgesellschaft Geest und Portig K.G. 1928
- Ein Abbildungssatz, 1931
- Dreifach-orthogonale Kurvenkongruenzen, 1932
- Mechanik und Thermodynamik des stationären Gletschers, 1934